# Bilderbergconferentie 1973

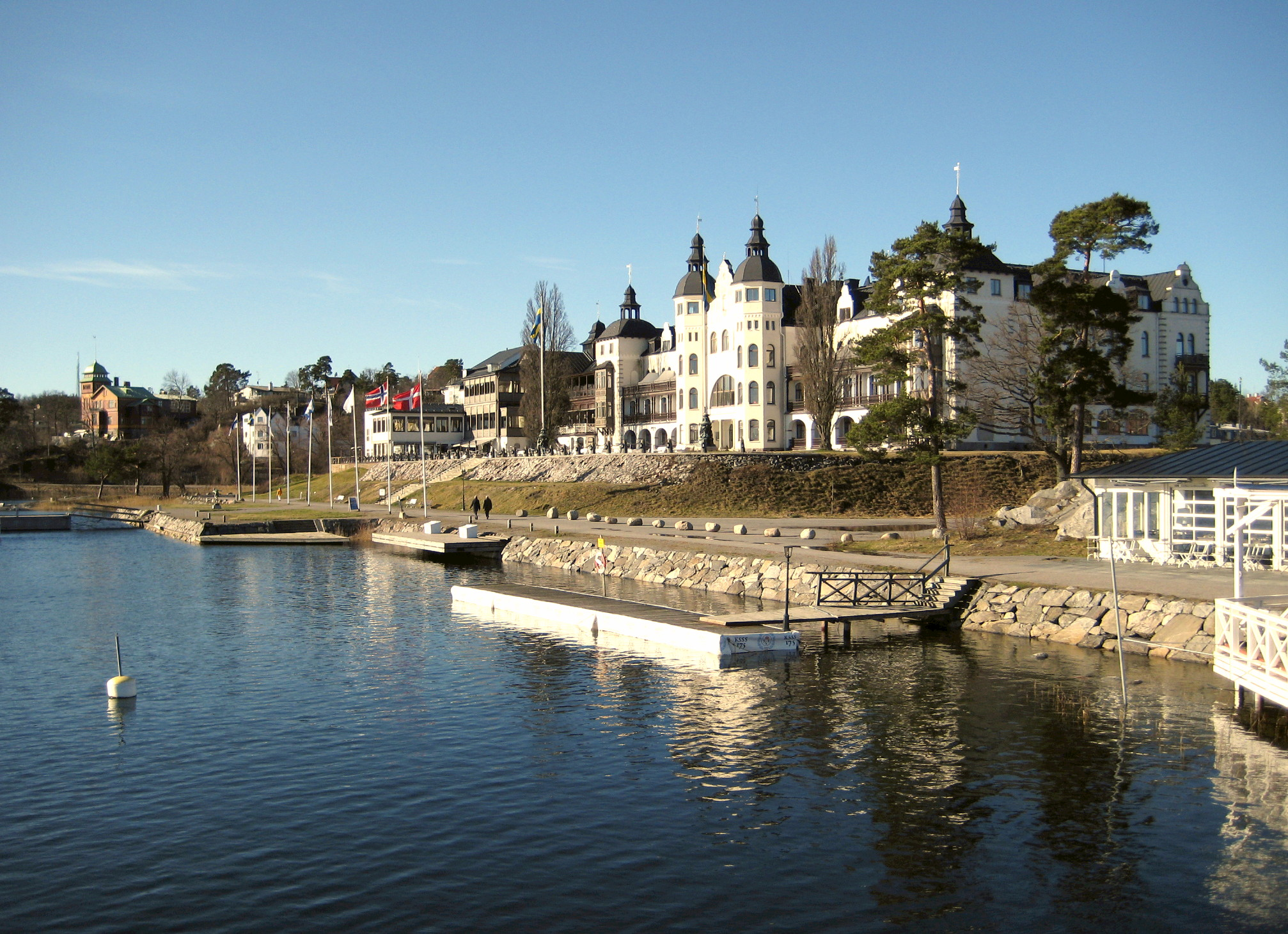
Grand Hotel Saltsjöbaden

De Bilderbergconferentie van 1973 werd gehouden van 11 t/m 13 mei 1973 in het Grand Hotel Saltsjöbaden in Saltsjöbaden, Zweden. Vermeld zijn de officiële agenda indien bekend, alsmede namen van deelnemers indien bekend. Achter de naam van de opgenomen deelnemers staat de hoofdfunctie die ze op het moment van uitnodiging uitoefenden.

## Agenda
- The possibilities of the development of a European energy policy, and the consequences of European-North American relations. (De mogelijkheden van de ontwikkeling van Europees energiebeleid en de consequenties van Europees/Noord-Amerikaanse relaties)
- Conflicting expectations concerning the European Security Conference. (Conflicterende verwachtingen betreffende de Europese Veiligheidsconferentie)

### Deelnemers
- Nederland - Prins Bernhard, prins-gemaal, voorzitter
- Nederland - Ernst van der Beugel, Nederlands emeritus hoogleraar Internationale Betrekkingen RU Leiden, secretaris conferentie
- Verenigde Staten - Joseph E. Johnson, secretaris conferentie
- Nederland - C. Frits Karsten, penningmeester conferentie
- Italië - Agnelli, Giovanni, belangrijkste aandeelhouder van FIAT
- Verenigde Staten - Anderson, Robert O., oliemagnaat en filantroop
- Verenigde Staten - Ball, George W., diplomaat, voormalig ambassadeur bij de VN
- Frankrijk - Baumgartner, Wilfrid S., voormalig minister van financiën en economische zaken
- Verenigd Koninkrijk - Bennett, Sir Frederic, journalist en conservatief parlementslid
- Turkije - Beyazit, Selahattin, zakenman, voorzitter van voetbalclub Galatasaray SK
- Turkije - Birgi, M. Nuri, secretaris-generaal, ministerie van buitenlandse zaken
- Denemarken - Bjol, Erling, historicus, politicoloog en journalist
- Zweden - Bjorgerd, Anders - directeur van energiebedrijf Sydkraft (huidige E.ON Zweden)
- Frankrijk - Boiteux, Marcel
- Duitsland - Breuel, Birgit, handelsvrouw, CDU parlementslid
- Verenigde Staten - Brzezinski, Zbigniew, politocoloog, geostrateeg en staatsman
- Verenigde Staten - Bundy, William P. , CIA-lid en presidentsadviseur
- Italië - Cittadini Cesi, Il Marchese
- Verenigde Staten - Collado, Emilio G.
- Verenigde Staten - Dean, Arthur H., advocaat en diplomaat
- Verenigd Koninkrijk - Drake, Sir Eric
- Italië - Ducci, Roberto
- Italië - Girotti, Raffaele, ondernemer en senator
- Frankrijk - Granier de Lilliac, René, president van Total
- Verenigd Koninkrijk - Greenhill, Sir Denis, Sovjet en Oost-Europa expert. hoge ambtenaar buitenlandse zaken
- Canada - Griffin, Anthony G. S.
- Denemarken - Haagerup, Niels J.
- IJsland - Hallgrímsson, Geir - voormalig burgemeester van Reykjavik, aankomend premier
- Verenigd Koninkrijk - Healey, Denis
- Verenigde Staten - Heinz II, Henry J. - president van H.J. Heinz Company
- Noorwegen - Hoegh, Leif, Bankier
- België - Houthuys, Jozef, voorzitter Algemeen Christelijk Vakverbond
- België - Janssen, Daniel E.
- Nederland - Kersten, Otto Internationaal Verbond van Vrije Vakverenigingen
- Nederland - Kohnstamm, Max, diplomaat
- Verenigde Staten - Lapham Jr., Lewis H.
- Finland - Lehto, Sakari
- Nederland - Lennep, Jonkheer Emiel van, Thesaurier-generaal
- Verenigde Staten - Levy, Walter J.
- Noorwegen - Lied, Finn
- Italië - Lombardini, Siro
- Nederland - Luns, Joseph M. A. H., Secretaris-generaal van de NAVO
- Canada - Lougheed, Peter, premier van Alberta
- Canada - Macdonald, Donald S.
- Verenigd Koninkrijk - Maudling, Reginald, voormalig minister van financiën en handel
- Italië - Merlini, Cesare
- Zwitserland - Mettler, Erich
- Verenigde Staten - Moyers, Bill D.
- Verenigde Staten - Newhouse, John
- Verenigd Koninkrijk - Owen, David
- Zweden - Palme, Olof, premier
- Verenigde Staten - Perkins, James A.
- Nederland - Philips, Frits J., algemeen directeur Koninklijke Philips Electronics N.V.
- Canada - Ritchie, Albert E.
- Verenigd Koninkrijk - Roll, Sir Eric
- Frankrijk - Rothschild, Baron Edmond de, bankier
- Nederland - Rozemond, Samuel
- Duitsland - Schmidt, Helmut, aankomend Bondskanselier
- Frankrijk - Seydoux de Clausonne, Roger, voormalig koloniaal bestuurder
- Verenigd Koninkrijk - Simon, John M.
- Verenigde Staten - Smith, Gerard C.
- België - Snoy et d'Oppuers, Baron, lid van het Studiecentrum voor Politieke Hervormingen
- Duitsland - Sommer, Theo, hoofdredacteur Die Zeit
- België - Spaak, Fernand, diplomaat
- Frankrijk - Stehlin, Paul, lid van het Centre démocrate
- Italië - Stille, Ugo
- Noorwegen - Stoltenberg, Thorvald, socialistisch parlementslid
- Verenigde Staten - Stone, Shepard
- Zweden - Strang, Gunnar, Minister van Financiën
- Verenigd Koninkrijk - Taverne, Richard
- Denemarken - Terkelsen, Terkel M.
- Noorwegen - Tidemand, Otto G.
- Nederland - Udink, Berend J., minister van verkeer en waterstaat en VROM
- Zwitserland - Umbricht, Victor H. , diplomaat
- Nederland - Wagner, Gerrit A. , bestuursvoorzitter Royal Dutch Shell
- Zweden - Wallenberg, Marcus, bankier uit de Wallenbergfamilie
- Zweden - Wickman, Krister
- Verenigde Staten - Wilson, Carroll L.
- Duitsland - Wischnewski, Hans-Jurgen
- Duitsland - Wolff von Amerongen, Otto , bestuursvoorzitter Otto Wolff A.G.
- Zweden - Svensson, Nils
- Zweden - Lindgren, Hugo
- Nederland - Vernede, Edwin
- Verenigde Staten - Getchell Jr., Charles W.

1954 ·
1955 (1) ·
1955 (2) ·
1956 ·
1957 (1) ·
1957 (2) ·
1958 ·
1959 ·
1960 ·
1961 ·
1962 ·
1963 ·
1964 ·
1965 ·
1966 ·
1967 ·
1968 ·
1969 ·
1970 ·
1971 ·
1972 ·
1973 ·
1974 ·
1975 ·
(1976) ·
1977 ·
1978 ·
1979 ·
1980 ·
1981 ·
1982 ·
1983 ·
1984 ·
1985 ·
1986 ·
1987 ·
1988 ·
1989 ·
1990 ·
1991 ·
1992 ·
1993 ·
1994 ·
1995 ·
1996 ·
1997 ·
1998 ·
1999 ·
2000 ·
2001 ·
2002 ·
2003 ·
2004 ·
2005 ·
2006 ·
2007 ·
2008 ·
2009 ·
2010 ·
2011 ·
2012 ·
2013 ·
2014 ·
2015 ·
2016 ·
2017 ·
2018 ·
2019 ·
2020 ·
2021 ·
2022 ·
2023